# Apple Remote

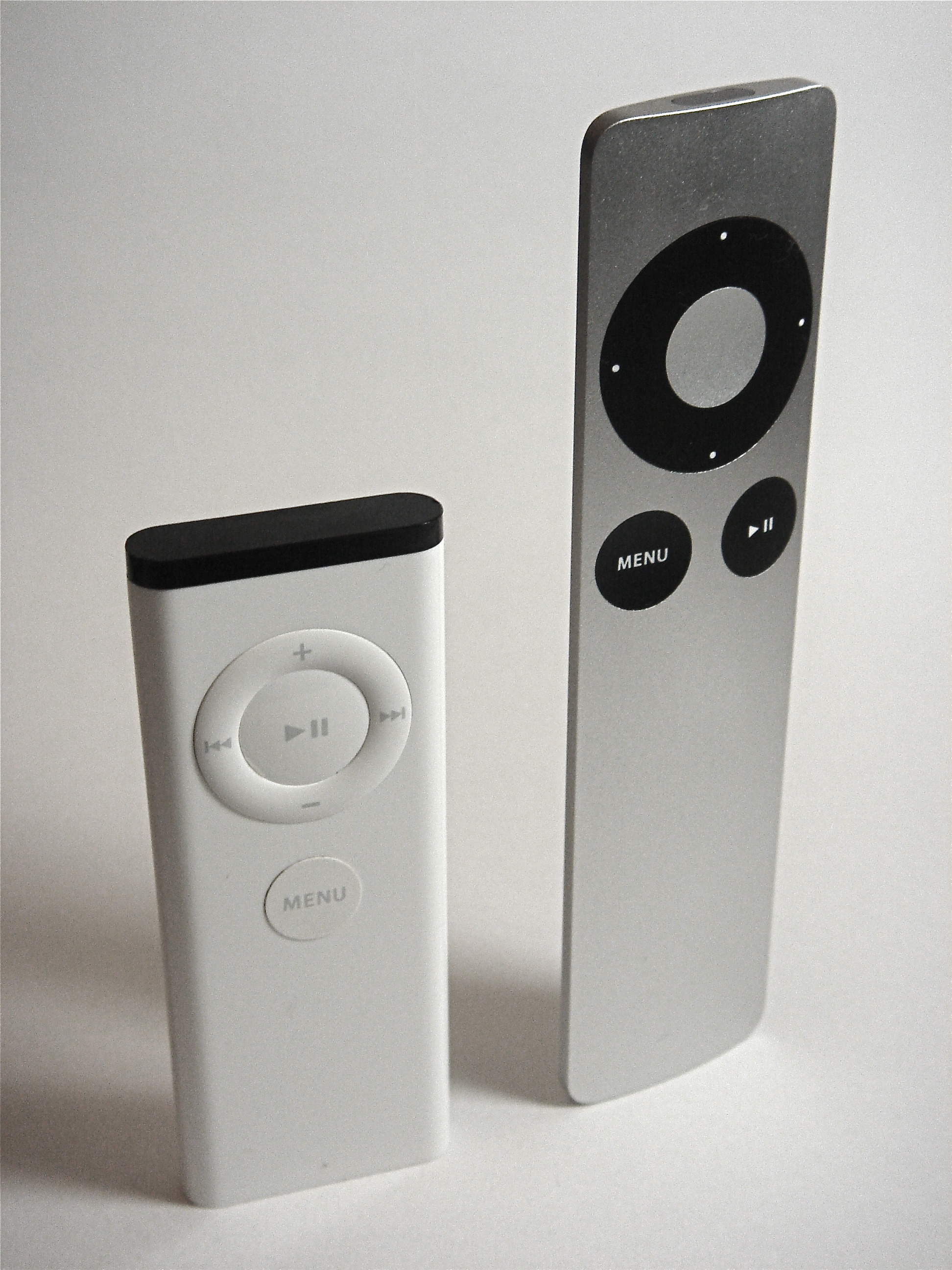
Старый и новый пульты Apple Remote

Apple Remote — малогабаритный инфракрасный пульт дистанционного управления (ПДУ) от Apple.

## Модель
Обозначение: MC377LL/A, A1156, MA128G/A
- MC377LL/A — обозначение современного (алюминиевого) пульта.
- A1156 — обозначение старого (пластмассового) пульта, входившего в комплект с устройством.
- MA128G/A — обозначение старого (пластмассового) пульта, продававшегося отдельно.

## О пульте
Пульт используется для управления некоторыми компьютерами Mac mini, iMac, MacBook, MacBook Pro, MacBook Air (кроме Mac Pro), устройствами Apple TV и iPod Hi-Fi.
По умолчанию пульт управляет приложением iTunes (громкость изменяется системно, то есть во всех приложениях), нажатие кнопки Menu запускает мультимедийную оболочку Front Row.
Некоторые активные приложения могут перехватывать команды с пульта. Например, пультом можно управлять воспроизведением презентаций в Keynote, плеерами DVD player, VLC, Plex и др.
С помощью дополнительных программ можно увеличить возможности пульта. Например, с помощью программы iAlertU можно использовать пульт как брелок для включения сигнализации на компьютере. SofaControl же позволяет заменить клавиатуру и мышь пультом, используя специальные меню для ввода информации.
С помощью пульта можно выбрать загрузочный том компьютера при включении. Это может быть полезно, например, при отсутствии клавиатуры. Осуществляется зажатием кнопки Menu при включении Mac.
При установке Windows на совместимый компьютер Apple пульт по умолчанию может управлять только запущенным плеером iTunes.
Питание пульта осуществляется от одной литиевой батарейки формата CR2032. У пластмассовой версии пульта (A1156 и MA128G/A) батарейка вставляется/вынимается с нижнего торца пульта при нажатии на маленькую кнопку на правой стороне торца. У алюминиевой версии пульта (MC377LL/A) батарейка вставляется/вынимается откручиванием крышки батарейного отсека (например при помощи монеты) с тыльной стороны пульта.

## Совместимость
| Model       | Совместимость                                            |
| ----------- | -------------------------------------------------------- |
| MacBook     | Original - середина 2009 (за исключением белого Unibody) |
| MacBook Air | Original - середина 2009                                 |
| MacBook Pro | Original - середина 2012 (за исключением Retina)         |
| iMac        | G5 iSight - середина 2011                                |
| Mac mini    | начало 2006 - конец 2014                                 |
| Mac Pro     | Не поддерживается                                        |